# Salado (Texas)
Salado es una villa ubicada en el condado de Bell en el estado estadounidense de Texas. En el Censo de 2010 tenía una población de 2126 habitantes y una densidad poblacional de 371,43 personas por km².

## Geografía
Salado se encuentra ubicada en las coordenadas 30°56′57″N 97°31′31″O / 30.94917, -97.52528. Según la Oficina del Censo de los Estados Unidos, Salado tiene una superficie total de 5.72 km², de la cual 5.6 km² corresponden a tierra firme y (2.08%) 0.12 km² es agua.

## Demografía
Según el censo de 2010, había 2126 personas residiendo en Salado. La densidad de población era de 371,43 hab./km². De los 2126 habitantes, Salado estaba compuesto por el 91.86% blancos, el 0.89% eran afroamericanos, el 0.85% eran amerindios, el 0.8% eran asiáticos, el 0.05% eran isleños del Pacífico, el 4.66% eran de otras razas y el 0.89% pertenecían a dos o más razas. Del total de la población el 9.45% eran hispanos o latinos de cualquier raza.